# Одноралов, Михаил Николаевич
Михаил Николаевич Одноралов (Левидов; 10 ноября 1944, Москва — 22 января 2016, Нью-Йорк, Нью-Йорк) — советский и американский художник. Один из активных организаторов неофициальных выставок в Москве во 2-й половине 1970-х годов. Выставлялся в кафе «Синяя птица».

## Биография
Мать, художница Майя Михайловна Левидова (1921—2012), была дочерью писателя Михаила Левидова.
В 1957—1958 годах обучался живописи в мастерской Р. Фалька, который оказал влияние на его жизнь и творчество.
В 1958—1960 годах занимался живописью в детской художественной школе на Красной Пресне. В мае 1961 года представил свои картины на выставке произведений московских художников в Тарусе в Летнем театре. Позже учился в Историко-архивном институте.
В 1966—1979 годах участвовал в выставках Союза художников СССР. В начале 1970-х годов стал участником МОСХ. С 1980 года жил в США, участвовал в выставках.
Неоднократно приезжал в Россию. В 2010 году в Москве в Малом зале ГЦСИ состоялась творческая встреча с ним, на которой состоялась премьера фильма «Пальто Одноралова» режиссёра Нины Зарецкой. В 1975 году он выставил своё пальто с бутылкой кефира в кармане в качестве произведения искусства на выставке в ДК Культуры ВДНХ (по другим данным — на выставочном стенде павильона «Пчеловодство»). Это был один из первых арт-объектов в истории советского авангарда.

## Семья
Тётя — Татьяна Марковна Рыбакова (в девичестве Беленькая, 1928—2008), журналист на Иновещании и в звуковом журнале «Кругозор», жена (последовательно) поэта Евгения Винокурова и писателя Анатолия Рыбакова, мемуаристка. Другая тётя — литературовед и библиограф Инна Михайловна Левидова.

## Труды
Произведения М. Н. Одноралова находятся в частных собраниях и музеях России, США, Англии, ФРГ, Бельгии, Скандинавии и Латинской Америки.